# Dekanat Zamość (rzymskokatolicki)
Dekanat Zamość – jeden z 19 dekanatów w rzymskokatolickiej diecezji zamojsko-lubaczowskiej.

## Parafie
W skład dekanatu wchodzi 9 parafii:
- Matki Bożej Bolesnej – Wólka Panieńska
- parafia MB Królowej Polski – Zamość
- parafia Miłosierdzia Bożego – Zamość
- parafia św. Brata Alberta – Zamość
- parafia św. Michała Archanioła – Zamość
- parafia Świętego Krzyża – Zamość
- parafia Świętej Bożej Opatrzności – Zamość
- parafia Zmartwychwstania Pańskiego i św. Tomasza Apostoła – Zamość
- parafia Zwiastowania NMP – Zamość

na terenie dekanatu istnieją 2 kościoły rektoralne:
- kościół rektoralny św. Katarzyny – Zamość
- kościół rektoralny św. Mikołaja – Zamość

Na terenie dekanatu siedzibę swoją ma parafia wojskowa należąca do Krakowskiego Dekanatu Wojskowego Ordynariatu Polowego Wojska Polskiego:
- parafia wojskowa św. Jana Bożego – Zamość

## Sąsiednie dekanaty
Grabowiec, Krasnobród, Sitaniec